# Gerhard August Fischer

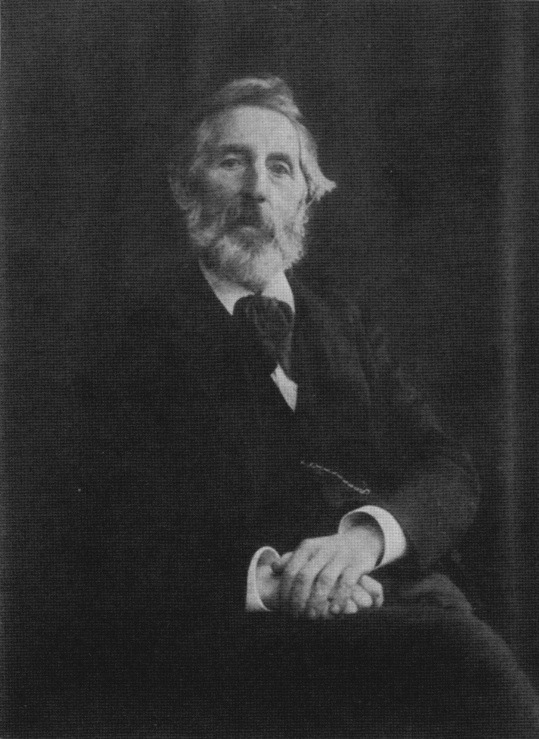
Gerhard August Fischer

Gerhard August Fischer (* 29. November 1833 in Aplerbeck bei Dortmund; † 11. November 1906 in Barmen, heute zu Wuppertal) war ein deutscher Architekt.

## Leben
Nach einer Maurerlehre und dem Besuch der Gewerbeschule in Hagen trat Gerhard August Fischer in das Büro des Stadtbaumeisters Eduard Bürkner in Barmen ein. Später wechselte er nach Unterbarmen in das Büro von Christian Heyden. 1857 begab er sich auf eine siebenmonatige Fußwanderung durch Norddeutschland und besichtigte zahlreiche gotische Bauten. Als Maurerpolier arbeitete er 1858 in Kassel für den Architekten Georg Gottlob Ungewitter. Später arbeitete er als Bauführer in Gütersloh und legte seine Maurermeisterprüfung in Bielefeld ab, anschließend kehrte er nach Unterbarmen zurück.
Gerhard August Fischer wurde vor allem als Architekt zahlreicher im Stil der Neugotik erbauter Kirchen bekannt, vor allem im damals schnell wachsenden Ruhrgebiet und – in zweiter Linie – im Bergischen Land. Zudem setzte sich unter anderem seit 1882 mit einer Fülle von Zeichnungen, Plänen, Entwürfen und eigenen Grabungen für den Wiederaufbau von Schloss Burg in Solingen ein. Hierzu kooperierte er mit dem 1887 gegründeten Schlossbauverein Burg an der Wupper unter ihrem Vorsitzenden Julius Schumacher. Von 1889 bis 1902 widmete er sich hauptsächlich diesem Projekt und beschrieb Anlass und Ergebnisse dieses Engagements in seiner Schrift Führer durch Burg an der Wupper und Umgebung.
Sein Sohn Jacob Richard Fischer (1870–1928) setzte das Werk seines Vaters fort.

## Bauten
| Jahr               | Bauwerk                                                                       | Ort                    | Anmerkungen                                                        |
| ------------------ | ----------------------------------------------------------------------------- | ---------------------- | ------------------------------------------------------------------ |
| 1864–1867          | Wichlinghauser Kirche                                                         | Wichlinghausen         | Bauleitung                                                         |
| 1865–1866          | katholische Pfarrkirche St. Liebfrauen                                        | Bochum-Linden          | (unter Denkmalschutz)                                              |
| 1867               | katholische Pfarrkirche St. Antonius                                          | Barmen                 | Erweiterung                                                        |
| 1867–1872          | Propsteikirche St. Gertrud von Brabant                                        | Bochum-Wattenscheid    | Bauleitung                                                         |
| 1868–1872          | katholische Pfarrkirche St. Marien                                            | Bochum                 | mit Pfarrhaus                                                      |
| 1872–1874          | katholische Propsteikirche St. Peter und Paul                                 | Bochum                 | Zuschreibung der Osterweiterung und Renovierung                    |
| 1872–1874          | katholische Pfarrkirche St. Bonifatius                                        | Herne                  | Langhaus und Chor sowie 1888–1889 Turm (nur der Turm ist erhalten) |
| 1867 und 1873–1874 | St.-Elisabeth-Hospital                                                        | Bochum                 | Erweiterungsbauten                                                 |
| 1870               | Rathaus Langenberg, Hauptstraße 94                                            | Velbert-Langenberg     |                                                                    |
| 1875               | eigenes Wohnhaus, Gewerbeschulstraße 26 (ab 1907 Nr. 36)                      | Barmen                 |                                                                    |
| 1877–1879          | katholische Pfarrkirche St. Nikolaus                                          | Gruiten                |                                                                    |
| 1879/1880          | katholische Pfarrkirche St. Joseph                                            | Ronsdorf               | Wiederaufbau des Kirchturms                                        |
| 1880–1883          | katholische Pfarrkirche St. Antonius                                          | Barmen                 | Kirchturm                                                          |
| 1881/1882          | evangelische Pauluskirche                                                     | Barmen                 | Bauausführung nach seinen erweiterten Plänen                       |
| 1881–1883          | katholische Pfarrkirche St. Lambertus                                         | Mettmann               |                                                                    |
| 1882–1902          | Schloss Burg                                                                  | Burg an der Wupper     | Pläne für Wiederaufbau/Rekonstruktion, Bauausführung               |
| 1883               | Schloss Caspersbroich                                                         | Ohligs                 | Umgestaltung und Erweiterung                                       |
| 1886/1887          | evangelische Christuskirche                                                   | Herne-Wanne            |                                                                    |
| 1886/1887          | evangelische Kirche                                                           | Evingsen               | Neubau, Pläne und Bauleitung (unter Denkmalschutz)                 |
| 1889/1890          | katholische Pfarrkirche St. Johann Baptist                                    | Barmen                 | Entwurf und Bauleitung                                             |
| 1891/1892          | evangelische Kirche                                                           | Mülheim (Ruhr)-Dümpten | unter Denkmalschutz                                                |
| 1893               | katholische Pfarrkirche St. Stephanus                                         | Opherdicke             | unter Denkmalschutz                                                |
| 1893/1894          | Kirchsaal Ackerstraße                                                         | Barmen                 | Entwurf und Ausführung                                             |
| 1895               | katholisches Pfarrhaus der Gemeinde St. Johann Baptist, Normannenstraße 73–75 | Barmen                 |                                                                    |
| 1895–1896          | Evangelische Kirche Werne                                                     | Bochum-Werne           | unter Denkmalschutz                                                |
| 1895–1896          | evangelische Johanneskirche                                                   | Herne-Eickel           | Planung                                                            |
| 1897/1899          | katholische Pfarrkirche St. Suitbertus                                        | Elberfeld              |                                                                    |
| 1898–1899          | Amtshaus                                                                      | Bochum-Werne           |                                                                    |
| 1900–1901          | evangelische Kirche                                                           | Heven (Witten)         | unter Denkmalschutz                                                |
| 1900–1902          | Christuskirche                                                                | Lüdenscheid            | unter Denkmalschutz                                                |
| 1901–1903          | evangelische Christuskirche                                                   | Hamm                   | unter Denkmalschutz                                                |
| 1903               | katholische Herz-Jesu-Kirche und Damenstift                                   | Barmen                 | Bauleitung durch Jacob Richard Fischer                             |
| 1904–1905          | evangelische Lutherkirche                                                     | Langendreer (Bochum)   | unter Denkmalschutz                                                |
| 1904–1905          | evangelische Pauluskirche                                                     | Langendreer (Bochum)   | Vorentwurf                                                         |
| 1905–1906          | Süderweiterung der mittelalterlichen St.-Vinzentius-Kirche                    | Bochum-Harpen          | unter Denkmalschutz                                                |
| 1906               | evangelische Lutherkirche                                                     | Herne-Wanne            | Entwurf; Ausführung durch Jacob Richard Fischer                    |

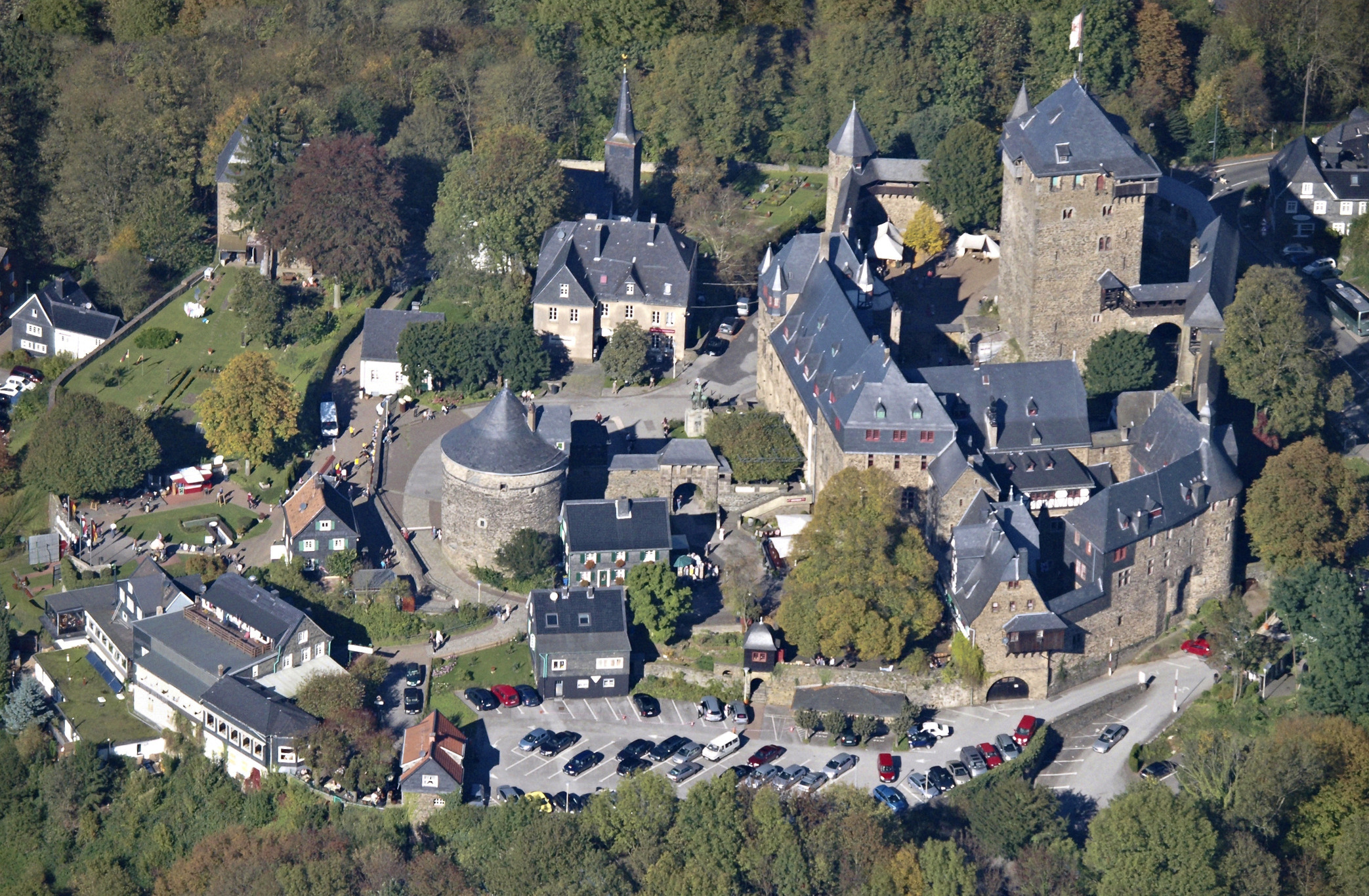
Schloss Burg
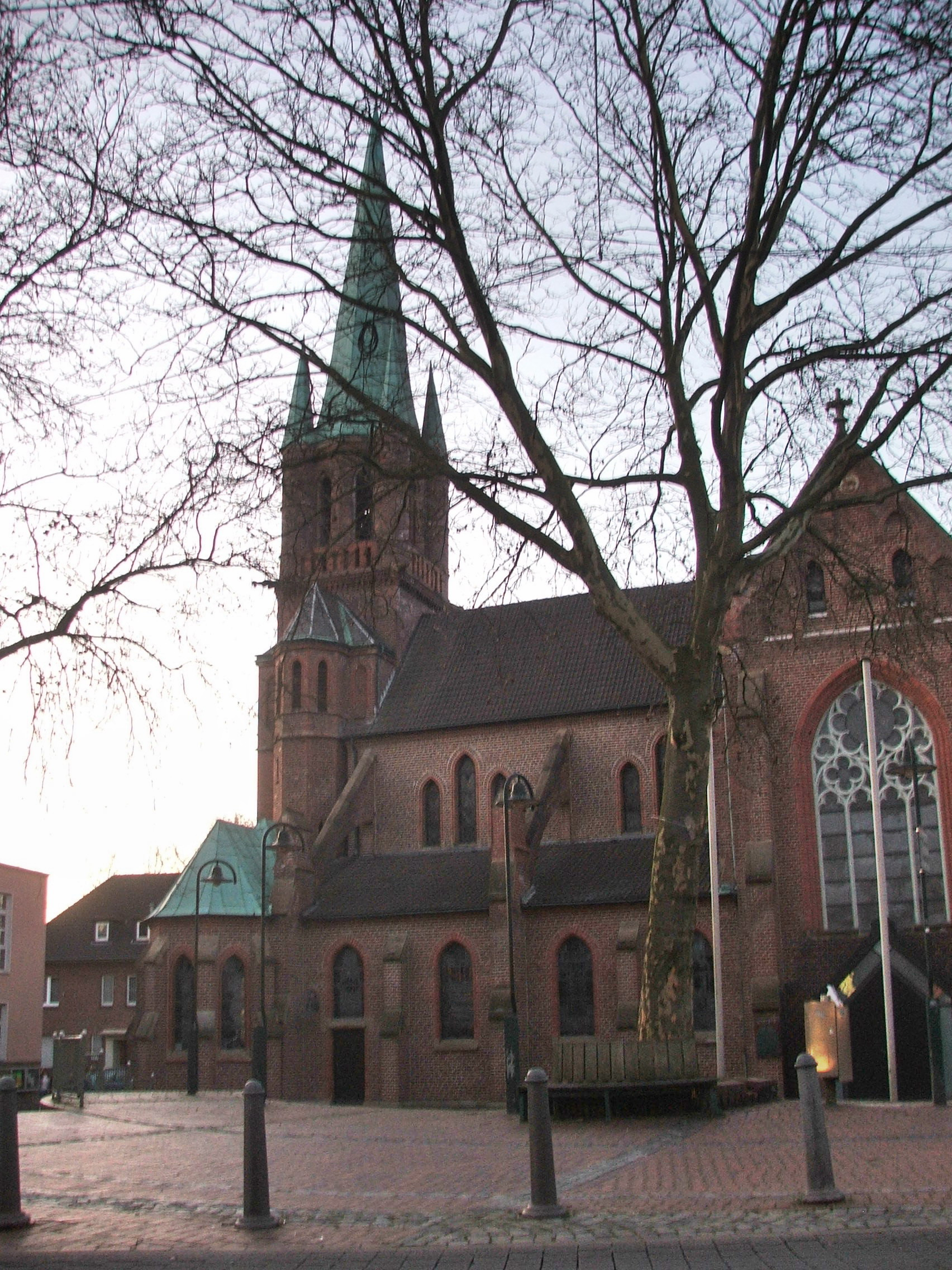
Liebfrauenkirche in Bochum-Linden
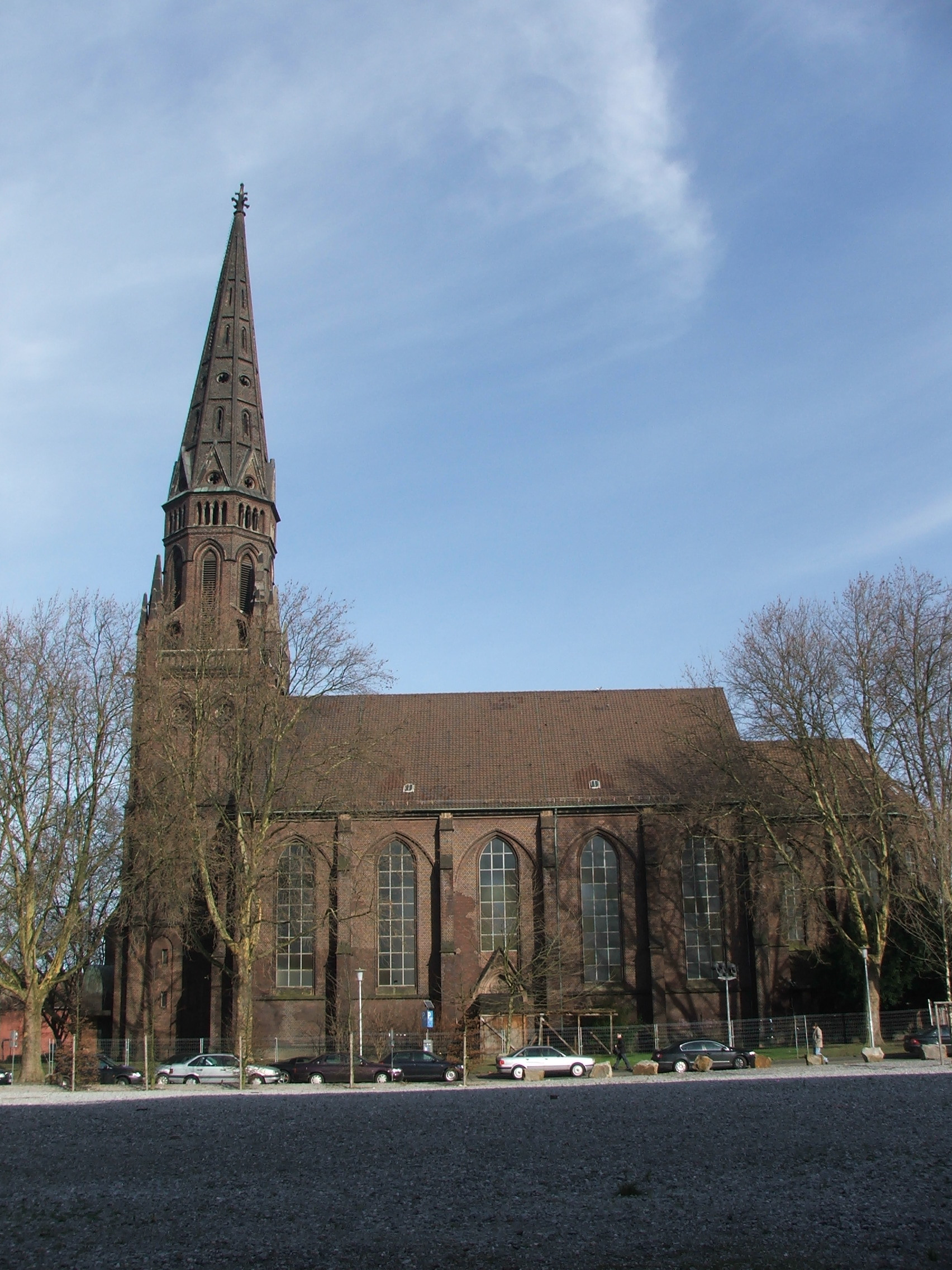
Kirche St. Marien in Bochum
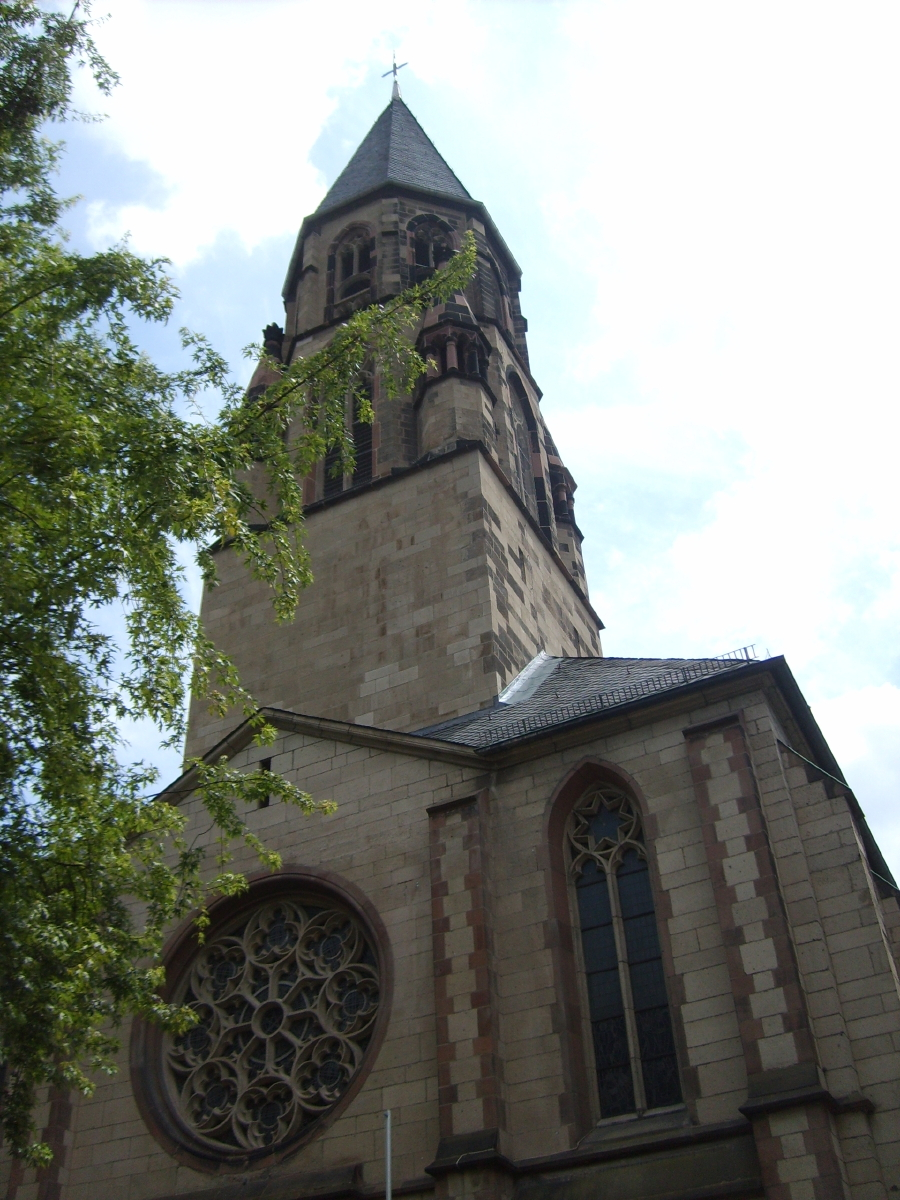
Turm der Herz-Jesu-Kirche in Barmen
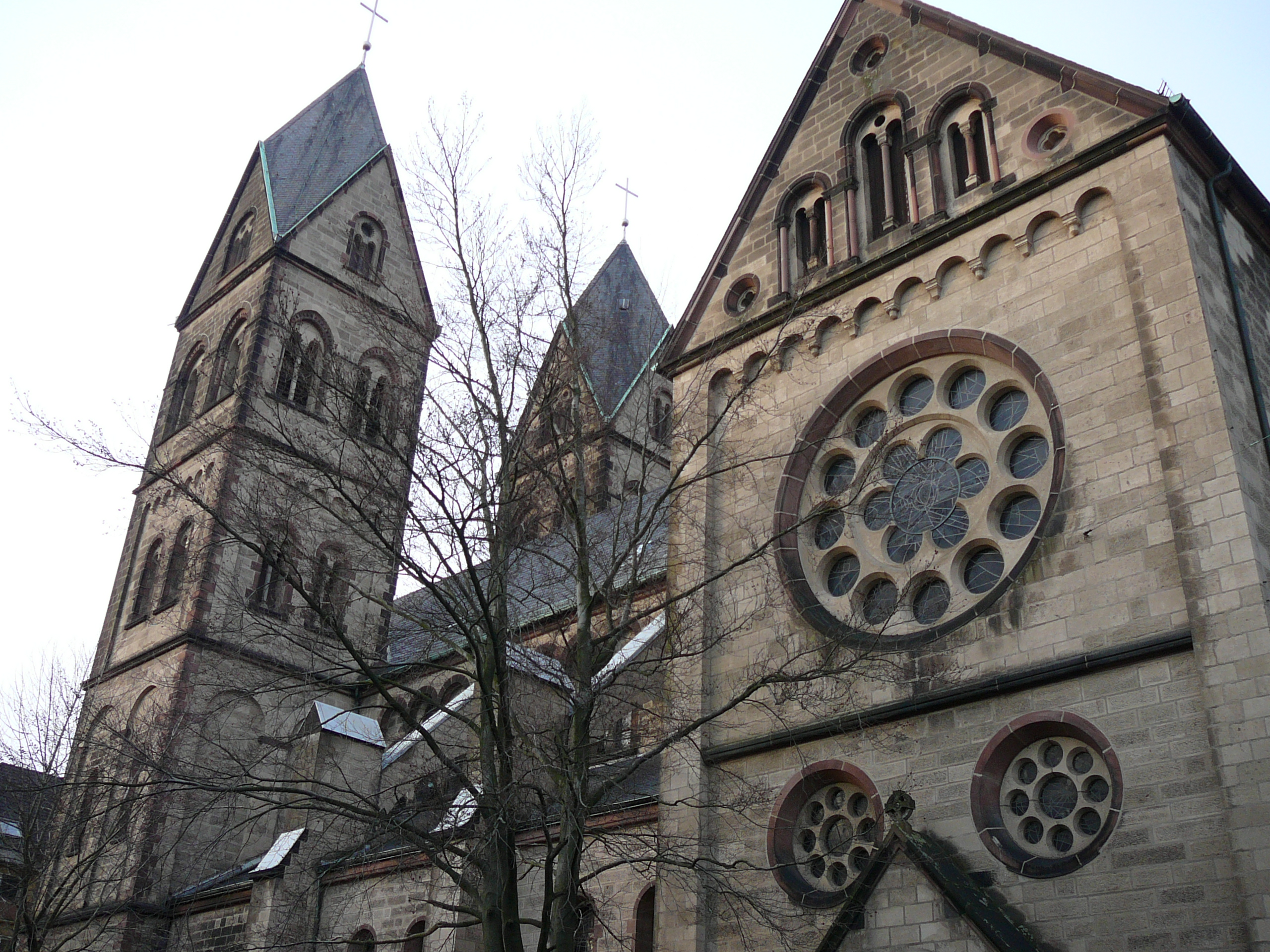
Kirche St. Suitbertus in Elberfeld
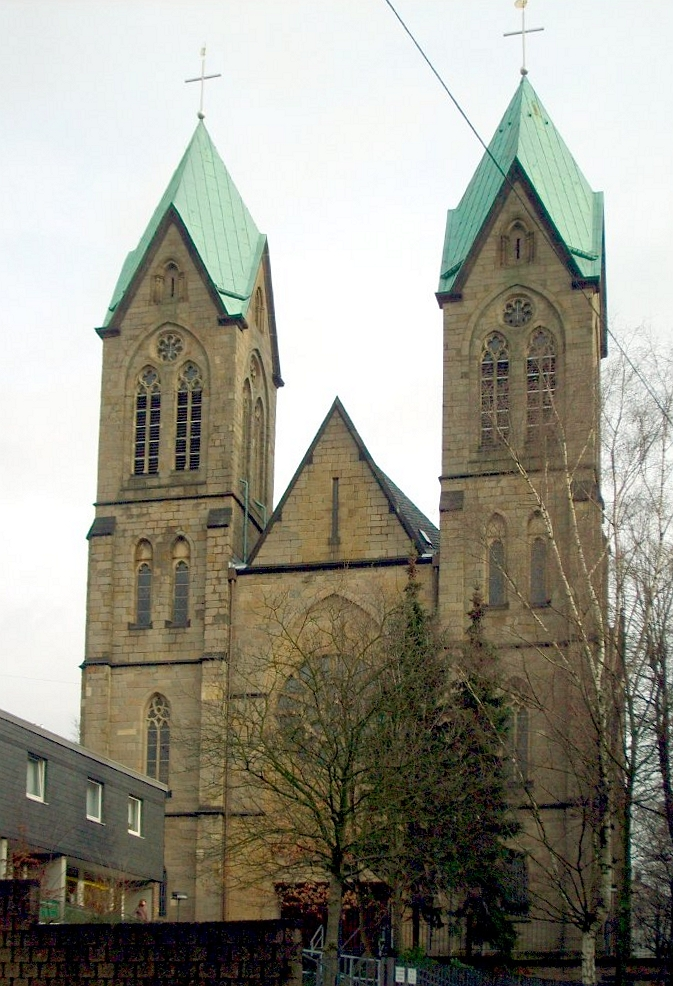
Kirche St. Johann Baptist in Wuppertal
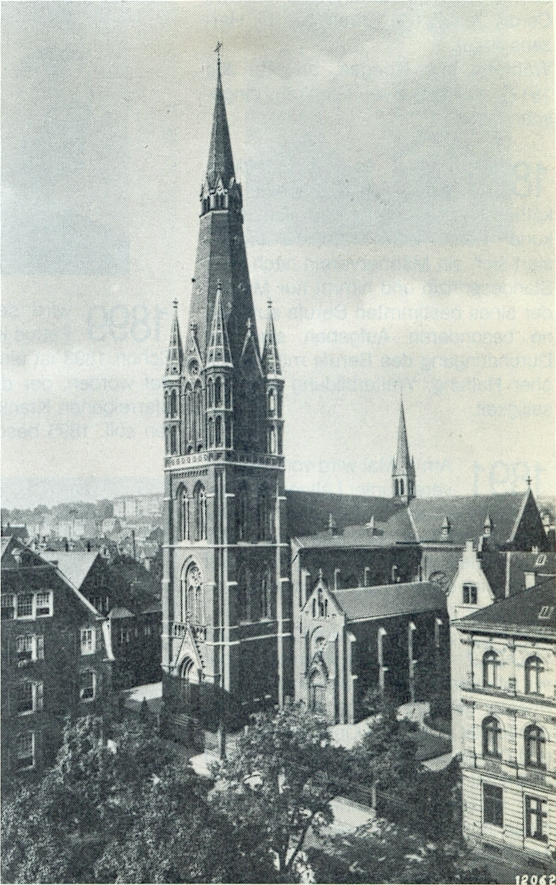
Kirche St. Antonius in Wuppertal
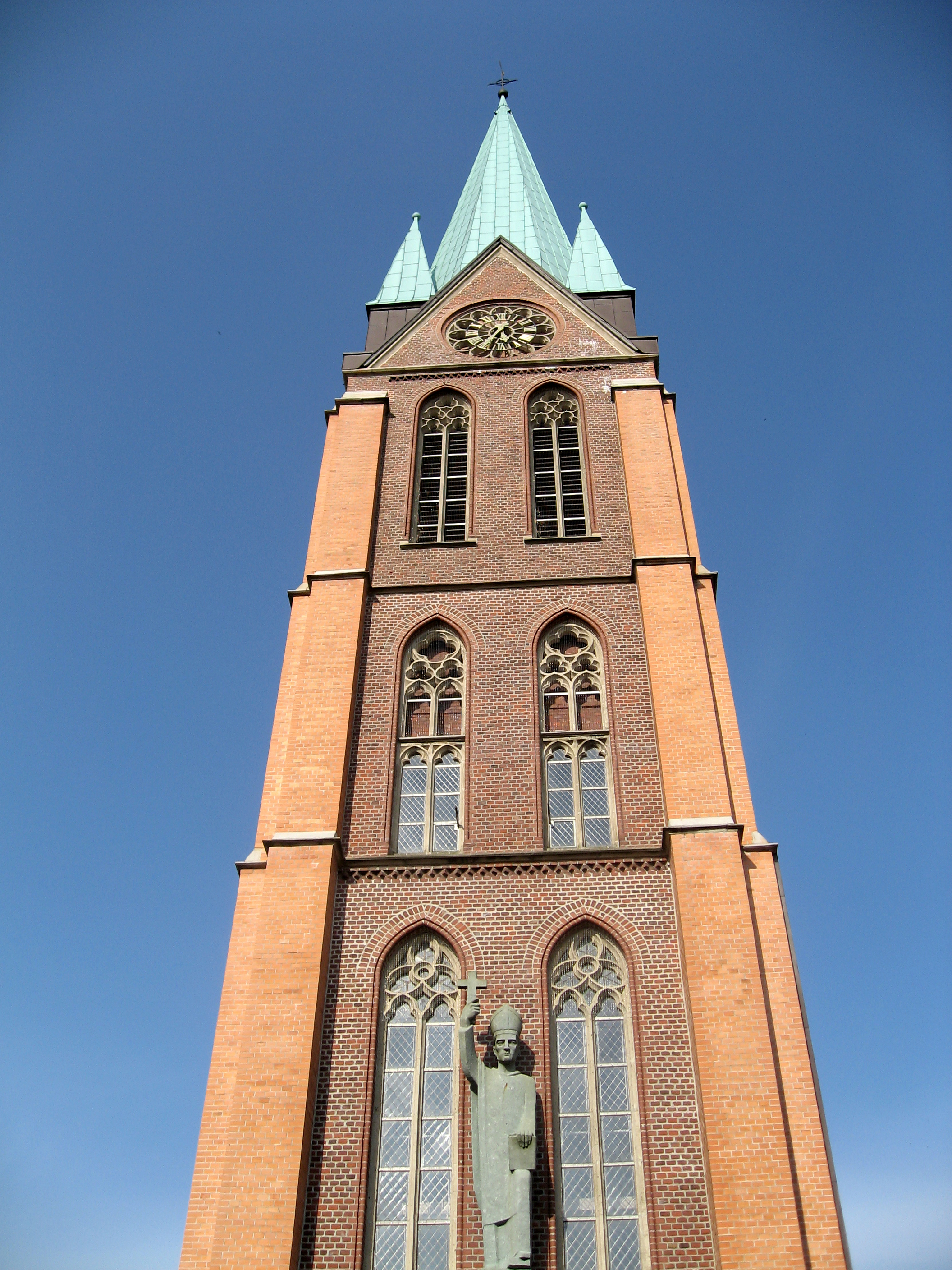
Turm der Kirche St. Bonifatius in Herne
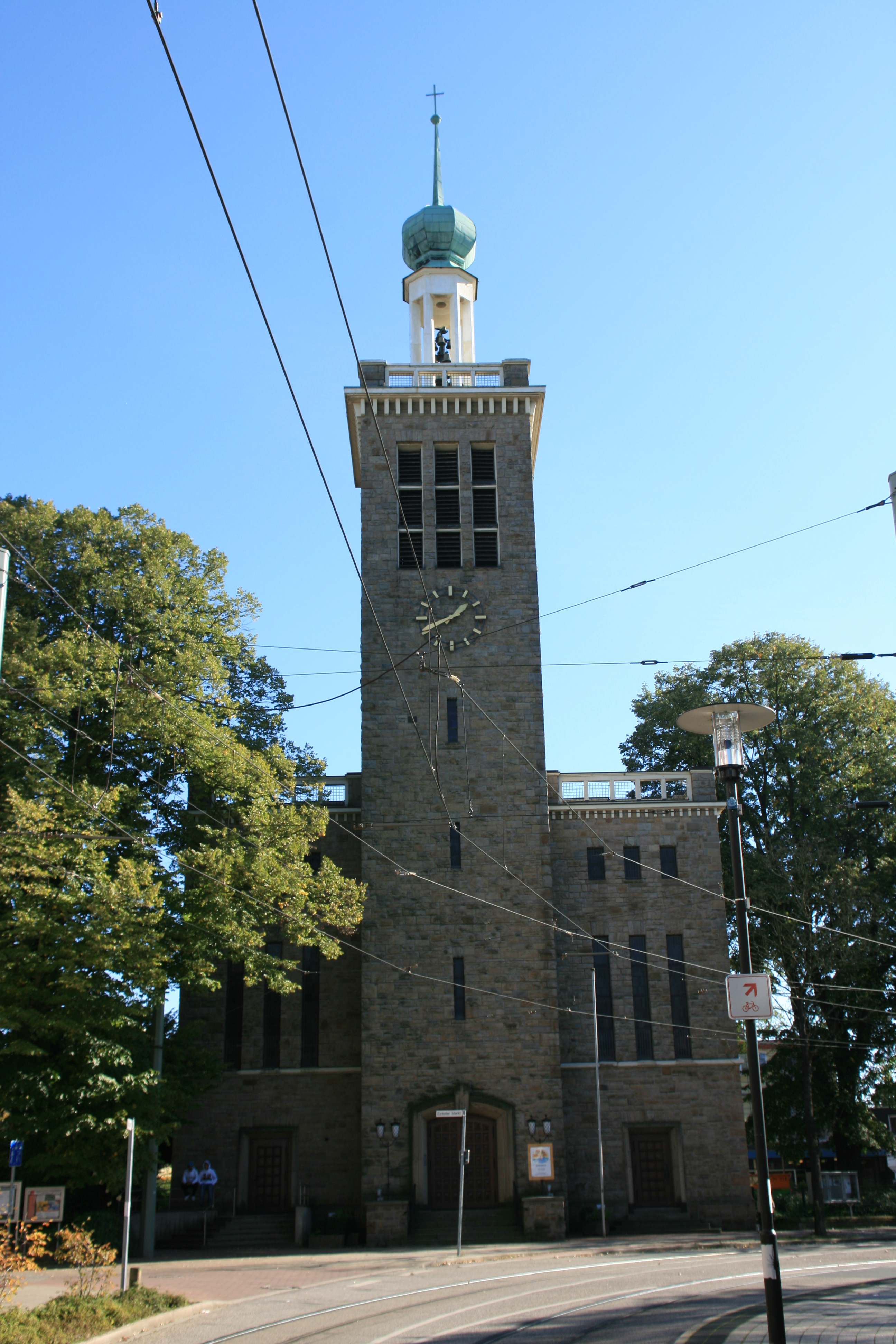
Johanneskirche in Herne-Eickel
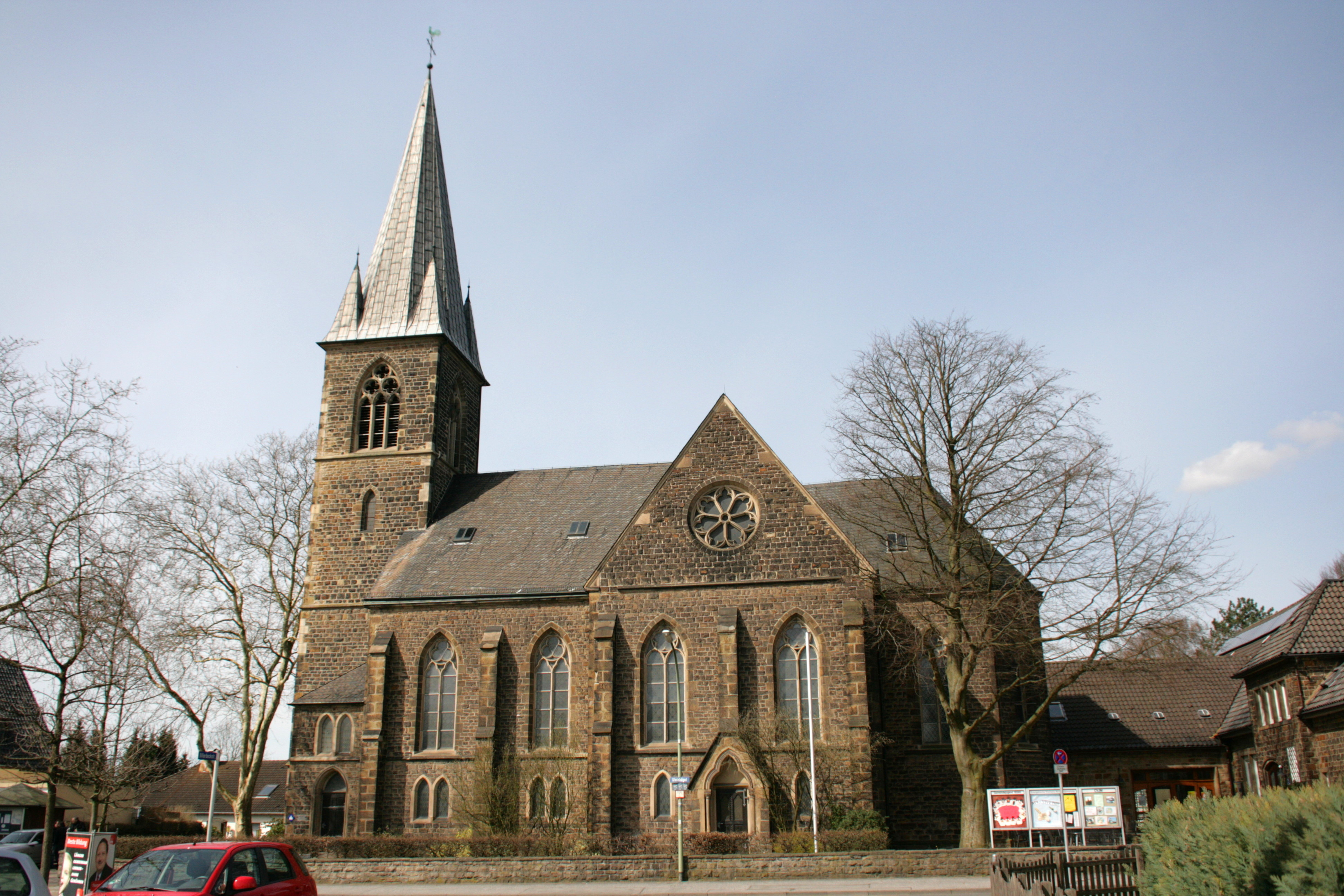
Evangelische Kirche in Heven